# Філіп Рот
Філіп Мілтон Рот (англ. Philip Milton Roth; 19 березня 1933 — 22 травня 2018) — американський письменник, автор 31 роману, лауреат Пулітцерівської премії.

## Життєпис
Філіп Рот народився 19 березня 1933 року в місті Ньюарк штату Нью-Джерсі в родині єврейських іммігрантів з України. Батьки батька Рота приїхали з Галичини, з селища Козлів Тернопільської області, що в 100 км від Львова; предки його матері були з району Києва. Дід і баба Філіпа Рота ще розмовляли мовою їдиш. Сам Рот відвідував місцеву єврейську середню школу (Weequahic High School). Чимало персонажів його творів беруть початок від осіб, що їх Філіп зустрів там у свої шкільні роки; реакція його однокласників і знайомих, що впізнавали себе на сторінках книжок, із часом варіювала від обурення до радісного ажіотажу — із ростом популярності письменника.
У 1950—1951 роках навчався в Ратгерському університеті. 1954 року закінчив Бакнеллський університет (Пенсільванія) з дипломом бакалавра за фахом англістика. Наступного року навчався за магістерською програмою в Чиказькому університеті. У 1955—1956 роках служив у армії США.
У коло улюблених авторів Філіпа Рота входили письменники-реалісти 19 століття, особливо Генрі Джеймс та Ґюстав Флобер, видатні американські прозаїки старшого покоління Сол Беллоу, Бернард Маламуд, а також гумористи Нью-Йоркських кабаре та отелів у горах Катскілл з характерним єврейським гумором.
У 1956—1958 роках викладав літературу в Чиказькому університеті, рецензував кінофільми та телепрограми для газети «Нью Репаблік». З 1962 року викладав в університеті Айови «творче письмо» (Creative Writing). Опублікував свою першу книгу — збірку повістей та оповідань «Прощавай, Колумбе» — у 1959 році. За цей твір був удостоєний Національної книжкової премії. Перший роман Філіпа Рота «Байдужість» був опублікований 1962 року. Рот відомий також романом «Скарга Портного» (1969), що посідає 79 рядок у Рейтингу 100 найкращих книг усіх часів журналу Ньюсвік.. Один з перших відомих творів письменника, цей твір, як і збірка «Прощавай, Колумбе», описує в деякому сенсі традиційний єврейський характер, його взаємодію із заборонами й обмеженнями, що їх накладає суспільство.
Розпач Портного стримить із відмови бути обмеженим табу, які, як він відчуває, принижують його і чоловіка в ньому. Гумор у персонажі Портного в тому, що для нього порушення табу виявляється так само ганебним як для чоловіка, як і дотримання. Той ще гумор. Оригінальний текст (англ.)
[Portnoy's pains arise out of his refusal to be bound any longer by taboos which, rightly or wrongly, he experiences as diminishing and unmanning. The joke on Portnoy is that for him breaking the taboo turns out to be as unmanning in the end as honoring it. Some joke.] Помилка: [undefined] Помилка: {{Lang}}: немає тексту (допомога): не вказано код мови (допомога)
Інший роман, що став бестселером, «Змова проти Америки», описує країну з профашистським режимом, який насадив льотчик Чарльз Ліндберг, що ніби переміг Рузвельта на виборах 1940 року.
На думку ж самого письменника, до його найкращих творів належать «Театр шабату» і «Американська пастораль».
Для багатьох творів письменника характерне відверте висвітлення тем, що з точки зору суспільної моралі належать до заборонених, як-то особистого сексуального життя; агресивне висміювання родинних та суспільних заборон. Показовим фактом у цьому відношенні є те, що після виходу відверто написаної «Скарги Портного» Рот, побачивши скандальний успіх книги, запросив батьків на обід, щоб попередити їх про зосереджену навколо них увагу і про те, що «немає нічого поганого в тому, щоб кинути трубку, коли вам телефонує журналіст». З точки зору відвертості письма Рота іноді порівнюють із Апдайком.
Філіп Рот — лауреат Пулітцерівської премії (1998) та премії Франца Кафки (2001). На знак визнання літературних заслуг письменника міська влада його рідного міста Ньюарк назвали його ім'ям одну з міських площ. Він також одержав Міжнародну Премію Букера (ця нагорода викликала відмову однієї із членів комітету від виконання суддівських обов'язків через, на її думку, суперечливість кандидатури письменника), а 2012 року Рота відзначено Премією Принца Астурійського.
З 1959 по 1963 рік був одружений з Маргарет Мартінсон, яка 1968 року загинула в автокатастрофі. З 1975 року жив разом з британською акторкою Клер Блум.1990 року Рот вирішив офіційно розписатися з Блум, та шлюб протримався лише до 1994 року. Після розлучення колишня дружина написала автобіографічну книгу «Залишаючи ляльковий будинок» (’’Leaving a Doll's House: A Memoir’’), у якій критично описувала спільне життя із Ротом. Тому деякі критики схильні вбачати у « Мій чоловік — комуніст» завуальовану відповідь на цю критику.
У жовтні 2012 року Філіп Рот оголосив у інтерв'ю для французького журналу, що припиняє свою творчу кар'єру й вважає, що роман «Немезіда» (2010) залишиться його останнім твором.

## Твори

### Трилогія про Девіда Кепеша
- «Груди»/англ. The Breast[en] (1972)
- «Професор Бажання»/англ. The Professor of Desire[en] (1977)
- «Помираюча тварина»/англ. The Dying Animal[en] (2001)

### Романи про Цукермана
Тетралогія «Скутий Цукерман»/ англ. Zuckerman Bound
- Літературний негр/ англ. The Ghost Writer[en] (1979)
- Звільнений Цукерман/ Zuckerman Unbound (1981)
- Урок анатомії/ The Anatomy Lesson (1983)
- Празька оргія/ The Prague Orgy (1985)

Інші романи
- Прощавай, Колумбе/ англ. Goodbye, Columbus[en] (1959)
- Звільняючись/ англ. Letting Go[en] (1962)
- Скарга Портного/ англ. Portnoy's Complaint[en] (1969)
- Вона була така гарна/ англ. When She Was Good[en] (1967)
- Наша банда/ Our Gang  (1971)
- Великий американський роман/ англ. The Great American Novel[en] (1973)
- Моє чоловіче життя/ My Life as a Man (1974)
- Інше життя/ Counterlife (1986)
- Обман/Deception (1990)
- Операція «Шейлок»/ Operation Shylock (1993)
- Театр шабату/ англ. Sabbath's Theater[en] (1995)
- Американська пастораль/ англ. American Pastoral[en] (1997)
- Мій чоловік — комуніст/ англ. I Married a Communist[en] (1998)
- Людське тавро/ The Human Stain (2000)
- Змова проти Америки/  The Plot Against America (2004)
- Звичайна людина/ Everyman (2006)
- Привид іде/ Exit Ghost (2007)
- Обурення/ Indignation (лютий 2008)
- Приниження/ англ. The Humbling[en] (січень 2009)
- Немезіда/ англ. Nemesis[en] (2010)

## Переклади українською
- Філіп Рот. Американська пастораль / пер. з анг. Анатолій Саган. — Х. : «Клуб сімейного дозвілля», 2018. — 432 с.
- Філіп Рот. Змова проти Америки / пер. з анг. Наталія Климчук. – «Видавництво Анетти Антоненко», 2025.